# Frederik Willem de Klerk
Frederik Willem de Klerk (Johannesburg, 1936. március 18. – Fokváros, 2021. november 11.) dél-afrikai politikus. Az apartheid rezsim funkcionáriusaként biztosította a reformokat, majd az apartheid rendszer felszámolását. Nelson Mandelával együtt 1993-ban Nobel-békedíjat kapott.

## Fordítás
Ez a szócikk részben vagy egészben  a   Frederik Willem de Klerk című német Wikipédia-szócikk fordításán alapul.  Az eredeti cikk szerkesztőit annak laptörténete sorolja fel. Ez a jelzés csupán a megfogalmazás eredetét és a szerzői jogokat jelzi, nem szolgál a cikkben szereplő információk forrásmegjelöléseként.